# Ємець Іван Іларіонович
Іва́н Іларіо́нович Є́мець (3 червня 1903, місто Катеринослав, тепер Дніпро — ?) — український радянський партійний діяч, 2-й секретар Станіславського обкому КП(б)У, 1-й секретар Херсонського та Черкаського міськкомів КПУ.

## Біографія
У 1919—1920 роках — у Червоній армії. Був учасником боїв проти генерала А. І. Денікіна в Україні і проти барона П. М. Врангеля в Криму.
З 1920 по 1925 роки працював головою волосної ради, згодом — завідувачем відділу Магдалинівського райвиконкому Дніпропетровської області.
Член ВКП(б) з 1926 року. Перебував на партійній роботі: завідувач відділу агітації і пропаганди, завідувач організаційно-інструкторського відділу районного комітету КП(б)У в Дніпропетровській області. З 1938 року — 1-й секретар Бердянського районного комітету КП(б)У Дніпропетровської області. До 1939 року — 1-й секретар Осипенківського міського комітету КП(б)У Запорізької області.
27 листопада 1939 — 26 серпня 1940 року — 3-й секретар Станіславського обласного комітету КП(б)У. Обирався членом бюро Станіславського обкому КП(б)У і депутатом Станіславської обласної ради депутатів трудящих.
26 серпня 1940 — липень 1941 року — 2-й секретар Станіславського обласного комітету КП(б)У.
З липня 1941 року — у Червоній армії. Учасник німецько-радянської війни. Служив на політичній роботі у 40-й армії, 41-й гвардійській стрілецькій дивізії, був заступником начальника політичного відділу 6-ї гвардійської стрілецької дивізії 6-ї армії. З 1944 року — інспектор Головного управління кадрів Війська Польського, інспектор Представництва Ради Народних Комісарів СРСР у Польщі. 20 грудня 1945 року звільнений у запас з лав Червоної армії.
З лютого по червень 1946 року — голова виконавчого комітету Первомайської міської ради Одеської області.
З червня 1946 по 1951 рік — 1-й секретар Первомайського міського комітету КП(б)У Одеської (тепер — Миколаївської) області. Обирався депутатом Одеської обласної ради.
У 1951 — червні 1953 року — 1-й секретар Херсонського міського комітету КП(б)У.
У 1954? — січні 1963 року — 1-й секретар Черкаського міського комітету КПУ.
8 січня 1963 — грудень 1964 року — секретар Черкаського промислового обласного комітету КПУ — голова Комітету партійно-державного контролю Черкаського промислового обласного комітету КПУ. Одночасно, у січні 1963 — грудні 1964 року — заступник голови виконавчого комітету Черкаської промислової обласної ради депутатів трудящих.

## Звання
- майор;
- підполковник;
- полковник.

## Нагороди
- орден Вітчизняної війни 2-го ступеня (29.06.1945);
- орден Червоної Зірки (10.07.1943);
- орден «Знак Пошани» (23.01.1948);
- медалі;
- Почесна грамота Президії Верховної Ради Української РСР (1963)